# Netrocoryne repanda
Netrocoryne repanda là một loài bướm ngày thuộc họ Hesperiidae được tìm thấy ở Australia.

## Hình ảnh

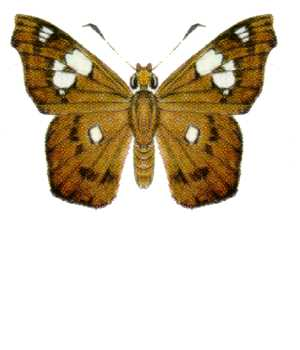
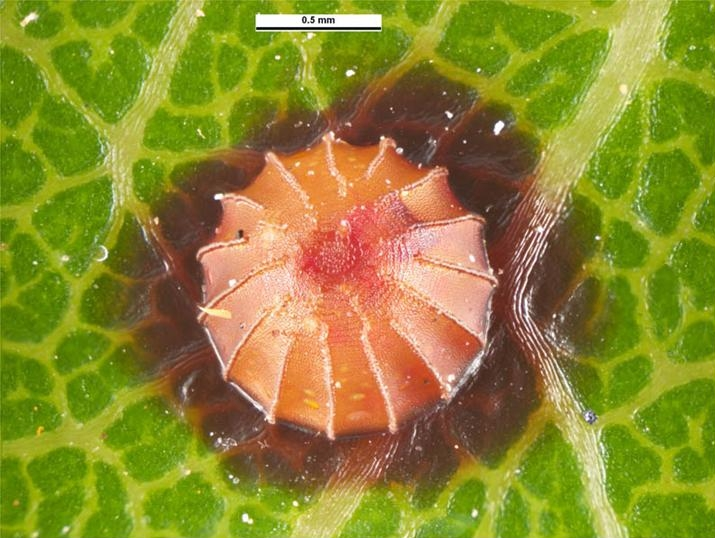
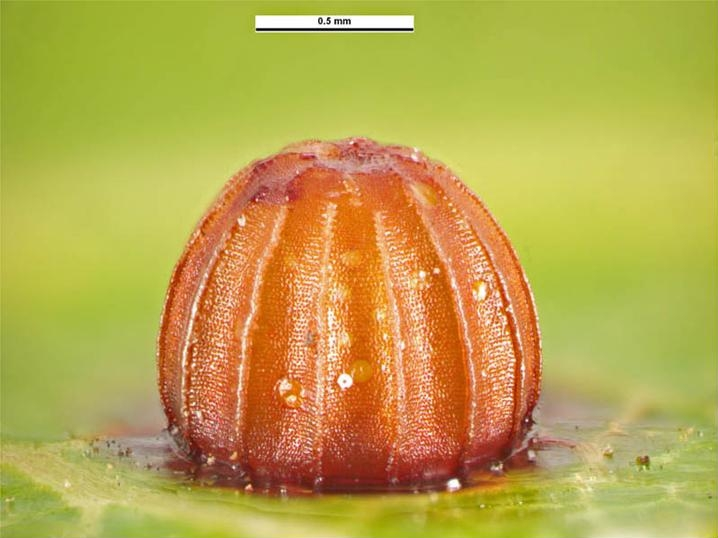
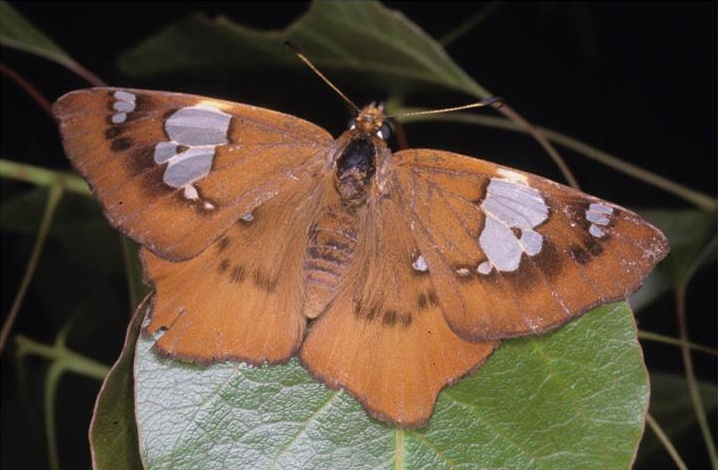